# عالم الكم
عالم الكم هو مصطلح فنى في الفيزياء يشير إلى المقاييس حيث تصبح لتأثيرات ميكانيكا الكم أهمية عند دراسة نظام معزول. وعادة هذا يعنى مسافات تقدر ب 100 نانومتر (10−9 متر) أو أقل أو عند درجات حرارة منخفضة جدا. وبشكل أكثر تحديدا، تنتج عندما يحدث للزخم الزاوي كم (تجزأ).
بينما تنشأ على مقياس النانومتر، تعمل بعض التأثيرات على مستوى كبير وتولد بعض المتناقضات كما الحال في قطة شرودنغر من خلال التجربة.يوجد مثالين تقليديين هما نفق ميكانيكا الكم وتجربة شقي يونغ. تقع معظم العمليات الأساسية في عالم الكم مثل الإلكترونيات الجزيئية، الإلكترونيات العضوية وأشباه الموصلات العضوية.
يمكن أن يشمل عالم الكم أحيانا اجراءات وكمثال لذلك إجراء ديفيد بوم الشهير من خلال تجربة تم اقتراح عملها من قبل أينشتاين، بودولسكى وروزن عام 1935 (مفارقة إي بي آر).
تنبعث أزواج من الجسيمات من مصدر يطلق عليه مصدر ترابط دورى وتندفع في اتجاهات متعاكسة.عندما يتم فصل الجسيمات عن بعضها البعض، فإنها تواجه جهاز قياس الذي يقوم بقياس مكوناتهم في اتجاهات متعددة. وبالرغم من بعد أحداث القياس عن بعضها البعض، فإنه يمكن لموجة ضوئية التنقل بينهم، وتكون نتائج القياس مترابطة بدقة واضحة.